# Temporada da WTA de 1985
O WTA Tour de 1985 (conhecido comercialmente como Virginia Slims World Championship Series) foi a décima quinta temporada desde a fundação da Women's Tennis Association. Começou em 25 de março de 1985 e terminou em 23 de março de 1986 depois de 53 eventos.
A "Virginia Slims World Championship Series" foi a turnê de elite do tênis feminino profissional organizado pela Women's Tennis Association (WTA). A marca "Virginia Slims World Series" foi utilizada no lugar do "WTA Tour" de 1983 a 1987 e contou com torneios que anteriormente faziam parte da "Toyota Series" e da "Avon Series". O circuito incluiu os quatro torneios do Grand Slam, e uma série de outros eventos. Os torneios ITF não faziam parte do tour, embora concedessem pontos para o WTA World Ranking.

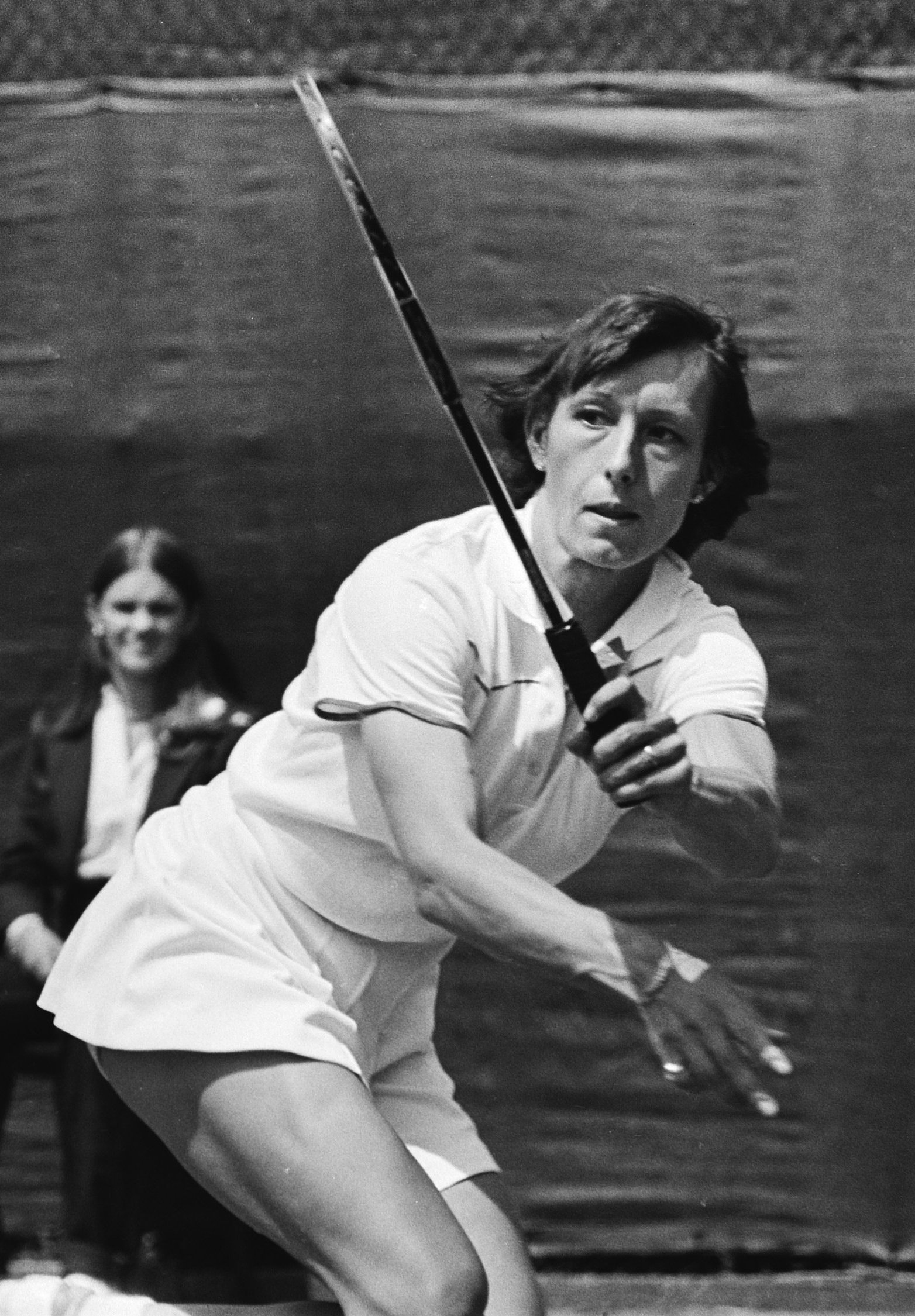
Martina Navratilova ganhou 15 títulos na temporada.

## Ranking de final de ano
Lista das 10 primeiras do ranking de final de ano da WTA de 1985 (dezembro de 1985):
| Ranking de final de ano 1984 | Ranking de final de ano 1984 | Ranking de final de ano 1984 | Ranking de final de ano 1984 | Ranking de final de ano 1984 |
| Nº                           | Jogadora                     | País                         | Pontos                       |                              |
| ---------------------------- | ---------------------------- | ---------------------------- | ---------------------------- | ---------------------------- |
| 1                            | Martina Navratilova          | USA                          | 192.72                       |                              |
| 2                            | Chris Evert                  | USA                          | 151.14                       |                              |
| 3                            | Hana Mandlíková              | TCH                          | 68.40                        |                              |
| 4                            | Pam Shriver                  | USA                          | 64.84                        |                              |
| 5                            | Wendy Turnbull               | AUS                          | 62.73                        |                              |
| 6                            | Manuela Maleeva              | BUL                          | 58.03                        |                              |
| 7                            | Helena Suková                | TCH                          | 56.11                        |                              |
| 8                            | Claudia Kohde-Kilsch         | FRG                          | 55.17                        |                              |
| 9                            | Zina Garrison                | USA                          | 49.46                        |                              |
| 10                           | Kathy Jordan                 | USA                          | 45.22                        |                              |

| Ranking de final de ano 1985 | Ranking de final de ano 1985 | Ranking de final de ano 1985 | Ranking de final de ano 1985 | Ranking de final de ano 1985 | Ranking de final de ano 1985 | Ranking de final de ano 1985 |
| Nº                           | Jogadora                     | País                         | Pontos                       | Maior                        | Menor                        | F                            |
| ---------------------------- | ---------------------------- | ---------------------------- | ---------------------------- | ---------------------------- | ---------------------------- | ---------------------------- |
| 1                            | Martina Navratilova          | USA                          | 191.32                       | 1                            | 1                            | NC                           |
| 2                            | Chris Evert                  | USA                          | 175.03                       |                              |                              | NC                           |
| 3                            | Hana Mandlíková              | TCH                          | 103.19                       |                              |                              | NC                           |
| 4                            | Pam Shriver                  | USA                          | 89.77                        |                              |                              | NC                           |
| 5                            | Claudia Kohde-Kilsch         | FRG                          | 87.52                        |                              |                              | +3                           |
| 6                            | Steffi Graf                  | FRG                          | 77.73                        |                              |                              | NR                           |
| 7                            | Manuela Maleeva              | BUL                          | 70.83                        |                              |                              | -1                           |
| 8                            | Zina Garrison                | USA                          | 69.60                        |                              |                              | +1                           |
| 9                            | Helena Suková                | TCH                          | 65.62                        |                              |                              | -2                           |
| 10                           | Bonnie Gadusek               | USA                          | 61.05                        |                              |                              | NR                           |